# Vízparti deréce
A vízparti deréce (Epilobium dodonaei) a mirtuszvirágúak (Myrtales) rendjébe és a ligetszépefélék (Onagraceae) családjába tartozó faj.
Virágai a legtöbb füzikefaj sugaras szimmetriájú virágával szemben kissé kétoldali részarányos. Ebben hasonlít rá az erdei deréce (Epilobium angustifolium), ezért ezt a két fajt korábban önálló nemzetségbe sorolták (Chamaenerion). Az erdei derécétől szálas, 1–3 mm széles levelei, halványabb, köröm nélküli szirmai és kisebb termete különbözteti meg. Levelei szórt állásúak. Folyóhordalékon, törmeléklejtőkön él, júliustól októberig virágzik.